# كومباياك بوربراموك
كومباياك بوربراموك (بالتايلندية: คมพยัคฆ์ ป.ประมุข)‏ مواليد 18 يونيو 1982 في محافظة بوريرام، تايلاند، هو ملاكم محترف تايلندي. حقق بطولة المجلس العالمي للملاكمة.

## روابط خارجية
- كومباياك بوربراموك على موقع بوكس ريك (الإنجليزية) (registration required)